# Теракт 11 вересня 2001 року у медіа
Під час теракту 11 вересня 2001 року, серії з чотирьох скоординованих терористичних атак ісламської терористичної групи «Аль-Каїда», загинуло 2977 осіб, понад 6000 отримали поранення і було завдано шкоди інфраструктурі та майну на суму щонайменше 10 мільярдів доларів. Ще багато людей померли від раку і респіраторних захворювань, пов'язаних з терактами 11 вересня, протягом місяців і років після терактів, тому кількість постраждалих постійно змінюється, відображаючи нові цифри.
Деякі жертви змогли задокументувати свій досвід або досвід інших, а також створили відомі зображення та відео, щоб задокументувати напади та травми, які вони пережили. Медіаматеріали, створені під час і після нападів, використовувалися для ідентифікації жертв, розслідування нападів, а також для історичного документування нападів, серед інших причин. Було використано багато медіаформ, зокрема фото- та відеозйомка перехожих на вулицях та прилеглих територіях, фотографів-фрілансерів та знімальних груп, які працювали в різних куточках міста. Значне поширення зображень і відео, а також тривалий вплив на населення призвели до того, що багато зображень і відео опинилися на вершині списку перформансів, які отримали визнання в середині 2002 року. У сфері теле- та радіожурналістики премію Пібоді отримали телеканали ABC та NPR за документальне висвітлення терактів, а Пулітцерівську премію було присуджено за шість подій, пов'язаних з терактами, у тому числі дві — за фотографію.

## Фотографії

Один з трьох людей, які впали з Південної вежі

Через публічний характер нападу, який стався в людному місці серед білого дня, напад на Всесвітній торговий центр 11 вересня вважається найбільш фотографованою катастрофою в історії. Можливо, через раптовий і катастрофічний характер атак міська влада, влада штату чи федеральний уряд не доклали жодних зусиль, щоб задокументувати катастрофу. Тодішній мер Нью-Йорка Руді Джуліані невдовзі після закінчення атаки видав розпорядження, яким заборонив аматорське фотографування руїн, оскільки вони вважалися «місцем злочину», а не туристичною визначною пам'яткою.
Багато фотожурналістів, таких як Келлі Гюнтер і Сюзанна Планкетт, дізналися про масштаби атаки після того, як була уражена перша вежа. Гюнтер згадувала, що вона побігла на набережну Бруклін-Хайтс невдовзі після того, як була атакована перша вежа; саме тоді вона помітила другий літак, що з'явився над статуєю Свободи. Її фотографія, на якій літак входить у горизонт Нью-Йорка, була використана на перших шпальтах багатьох газет. Планкетт щойно вийшла з метро і намагалася пройти через поліцейські заслони, коли вежі впали, і вона почала бігти, перш ніж розвернутися і зняти тих, хто евакуювався з району.
У завалах були знайдені фотоапарати та рулони плівки, які були загублені вцілілими фотографами або поруч з тими, хто загинув. Ці рулони плівки та обладнання, де це було можливо, були очищені та оброблені; багато з отриманих фотографій демонструють фінальні роботи фотографів, зокрема, з віднайденими камерами Білла Біггарта. З віднайдених або спочатку завантажених на сервери компанії фотографій редакторам довелося вибирати, які з них опублікувати, а які вважати надто тривожними для публікації. З опитаних фоторедакторів, які вирішили опублікувати зображення, класифіковані як тривожні, наприклад, з жертвами, що опинилися в пастці на високих рівнях або падають з будівель, жоден не вирішив розмістити їх на першій шпальті, але вважав, що відмова від публікації цих зображень була б ведмежою послугою жертвам і масштабу трагедії. Один з таких редакторів заявив:
| | Жах події та її масштаби просто вимагали, щоб ви донесли це у дуже сильний і потужний спосіб. Я не можу уявити, що відбувалося в головах цих людей, коли вони опинилися в пастці всередині Торгового центру. І подумайте про всі ці тіла, про людей, які стрибали назустріч неминучій смерті. Що було в їхніх головах, коли вони дивилися на все навколо або на 100 поверхів під ними? І подумати тільки, що це був їхній найкращий порятунок. Я просто не можу збагнути весь цей жах, і я думаю, що якщо ви не покажете це, люди не зрозуміють, що це жахливо, але коли у вас є зображення перед очима, воно допомагає передати те, що насправді відбувалося в той день. Ви не можете не показувати таку картину. |
| — Фоторедактор Середнього Заходу, Медіадослідження подій 11 вересня, Стаття в журналі; зима 2003 року | |

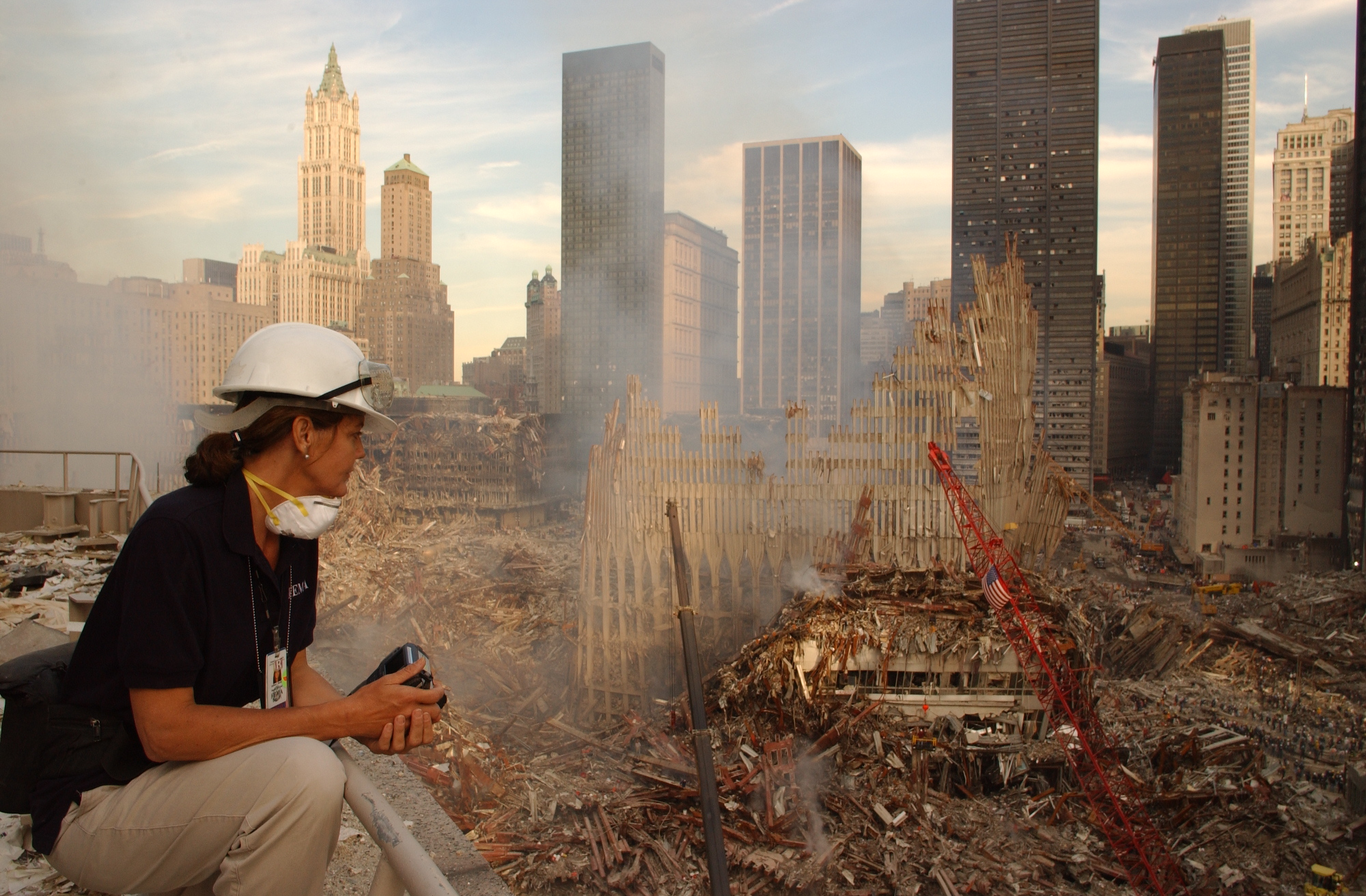
Фотограф FEMA Андреа Бухер біля Ground Zero, осінь 2001 року. Фотографія Дага Велті, FEMA

Інші форми фотодокументації катастрофи були виявлені набагато пізніше, наприклад, вебкамера чоловіка, яка була налаштована на багаторазове фотографування і зафіксувала катастрофу.
Деякі з цих зображень були включені до виставки під назвою «Після 11 вересня: зображення з Ground Zero», на якій було представлено двадцять сім зображень з усього світу. Інші виставки зображень були об'єднані у вигляді архівів, як, наприклад, виставка, організована фотографом Джоелом Мейеровіцем під керівництвом Музею міста Нью-Йорка, щоб зосередити увагу на рятувальних і відновлювальних роботах на Ground Zero.

### Відомі Зображення
| Назва Фотографії                                                           | Фотограф          | Опис | Примітки |
| -------------------------------------------------------------------------- | ----------------- | --- | --- |
| Impending Death (укр. Неминуча смерть)                                     | Томас Даллал      | Зображення Північної вежі Всесвітнього торгового центру після того, як в неї влучив рейс 11 Американських авіаліній, з численними людьми, які опинилися в пастці на верхніх поверхах і звисають з вікон. | Посіла друге місце в міжнародному конкурсі «Фотографії року», який використовується для спроб ідентифікувати зображених на ній жертв. |
| The Falling Man (укр. Людина, що падає)                                    | Річард Дрю        | Зображення невідомого суб'єкта, який чи то впав, чи то стрибнув з верхніх поверхів Північної вежі, розбившись на смерть.                                                                                 | Гнів і критика з'являються разом з публікацією зображення.                                                                            |
| Raising the Flag at Ground Zero (укр. Підняття прапора на Нульовому рівні) | Томас Е. Франклін | Зображення трьох нью-йоркських пожежників, які піднімають американський прапор на Ground Zero (Нульовому рівні) Всесвітнього торгового центру після терактів.                                            | Було включено до напівпоштової марки, а на основі зображення було створено бронзовий пам'ятник заввишки 40 футів.                     |
|                                                                            | Шеннон Степлтон   | Зображення тіла отця Михаїла Судді, яке виносять з Північної вежі після того, як його вбило уламками Південної вежі, і він став першим загиблим, знайденим на цьому місці.                               | Описується як американська П'єта. |
| Dust Lady (укр. Пилова леді)                                               | Стен Хонда        | Зображення вцілілої Марсі Бордерс, вкритої уламками та пилом після падіння Всесвітнього торгового центру; зображення стало широко впізнаваним.                                                           | Зображення було використане в багатьох ретроспективних статтях про теракти.                                                           |

## Відеозйомка та висвітлення в новинах
На початку терактів було лише троє відомих відеооператорів, які зафіксували удар першого літака, коли він врізався в Північну вежу в Нью-Йорку: французький режисер Жюль Ноде, який знімав документальний фільм про нью-йоркську пожежну службу; німецький художник Вольфганг Штале, який у той час вів пряму трансляцію горизонту Мангеттена; і чеський турист Павел Глава, який ненавмисно зняв удар на відеореєстратор. Зіткнення рейсу 175 з Південною вежею було зафіксоване численними відеооператорами-аматорами і багатьма медіа, які висвітлювали події у Всесвітньому торговому центрі після зіткнення з рейсом 11. Дві камери спостереження зафіксували зіткнення в Пентагоні, а зіткнення з рейсом 93 в Пенсильванії зафіксовано у вигляді грибовидної хмари лише на одному відеозаписі. Атаки також зафіксували місцеві правоохоронці, зокрема, офіцер Глен Петтіт, який працював відеооператором у Департаменті поліції Нью-Йорка.
Деяким людям, пов'язаним з інформаційними агентствами, таким як фотожурналіст Марк ЛаГанга, який працював на CBS News, редактори та керівники зателефонували і попросили задокументувати цю подію. У випадку з ЛаГангою вважалося, що це була просто невелика авіакатастрофа, і він не до кінця розумів справжню природу атаки, поки документував і брав інтерв'ю у рятувальників, що проїжджали повз, аж поки не задокументував обвалення Північної вежі. Інші відеозаписи атаки були зроблені людьми, які не відразу оприлюднили їх, наприклад, колишньою студенткою Нью-Йоркського університету Керолайн Дріс, яка знімала атаку зі своєї кімнати на 32-му поверсі на Уотер-стріт і зберігала ці відеозаписи майже 10 років. Після оприлюднення відео вона заявила, що їй знадобилося десять років, щоб зрозуміти, чому ці кадри були особливими, і що іноді було б краще або простіше не знімати їх, а просто втекти.

### Телевізійні канали

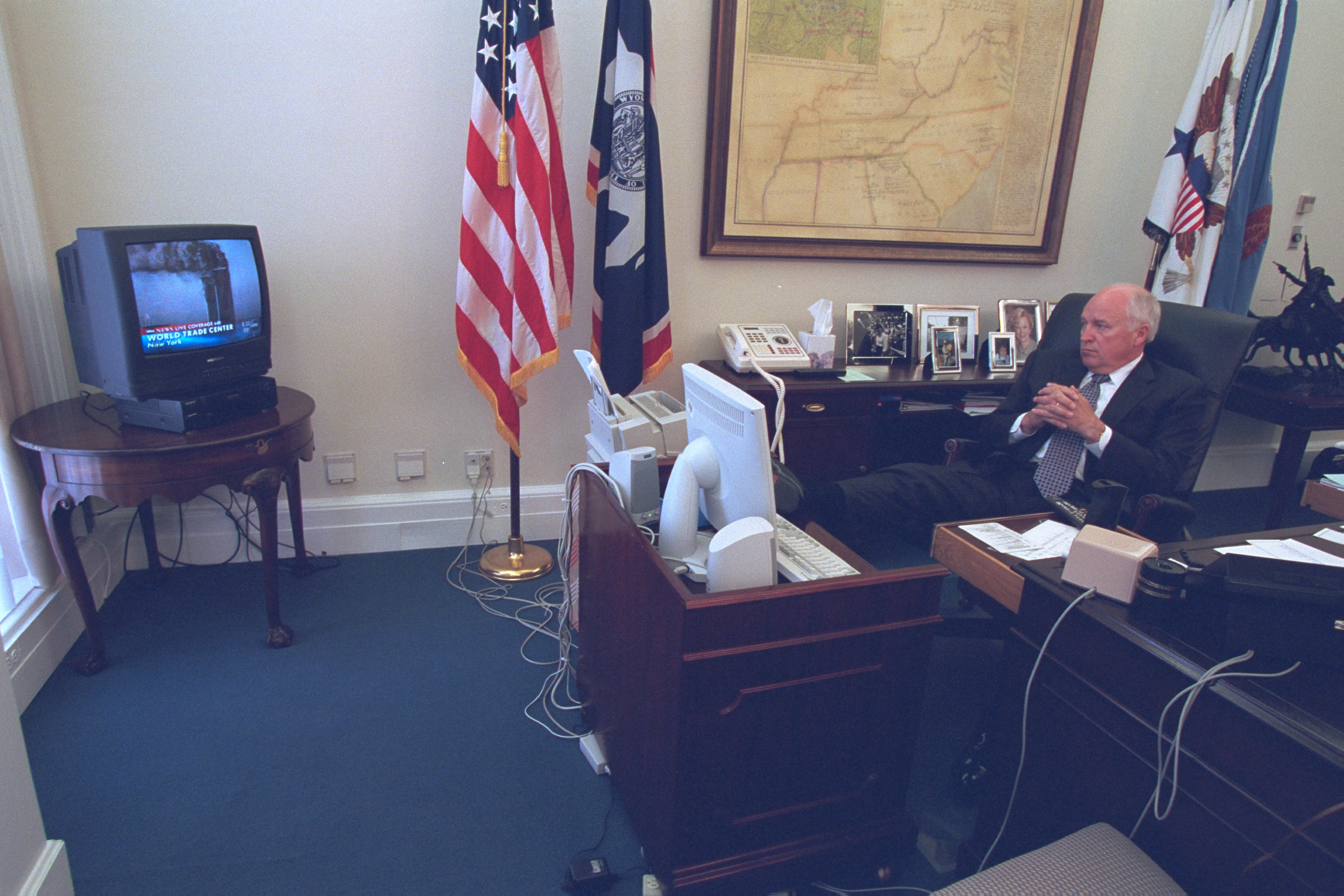
Віцепрезидент Чейні спостерігає за атакою по телебаченню

Через оперативне висвітлення нападів багато телевізійних журналістів та їхні виробничі команди намагалися знайти інформацію та вести репортажі в прямому ефірі з найближчих до місця нападу місць, наскільки це було можливо. Це дозволило їм зафіксувати в режимі реального часу реакцію пересічних громадян, перших осіб, які реагували на події, та політичних лідерів, що призвело до того, що значна частина вербального контенту, який транслювався для громадськості, була спонтанною та емоційно зарядженою. Навіть пізніші шоу, такі як «Вечірнє шоу з Девідом Леттерманом», демонстрували емоційну реакцію на напади, а не потенційний наратив. Багато каналів присвячували висвітленню терактів 24/7, коли оцінювався масштаб збитків, зменшувалася ймовірність нових атак і ставали відомими важливі викриття щодо ролі Осами бен Ладена та Аль-Каїди.

Скріншот новини CNN про перший літак, що врізався у Всесвітній торговий центр 11 вересня

Такі канали, як WNYW, у своїй програмі «Доброго дня, Нью-Йорку», показали відеоматеріали майже одразу, а CNN показав пряму трансляцію з веж-близнюків о 08:49 ранку, майже через три хвилини після удару першого літака. Інші канали використовували репортажі новинних каналів для поширення інформації: VH1 і MTV використовували матеріал CBS, а ESPN і ESPN2 — матеріал ABC. До кінця вечора, за оцінками компанії Nielsen, щонайменше 80 мільйонів американців дивилися вечірні новини, а Університет Джорджії підрахував, що близько двох мільярдів людей спостерігали за атаками в реальному часі або через випуски новин.
Супутниковий канал однієї телевізійної станції, WPIX, зупинився на останньому зображенні, отриманому з щогли ВТЦ; зображення (знімок палаючих веж, зроблений дистанційною камерою), яке можна було побачити по всій Північній Америці (оскільки WPIX доступний по кабельному телебаченню в багатьох регіонах), залишалося на екрані протягом більшої частини дня, поки WPIX не змогла налаштувати альтернативні засоби передачі. На ньому показано ВТЦ в момент відключення живлення передавача WPIX, до того, як вежі впали.
Трохи більше ніж через тиждень після терактів звіт Pew Research Center показав, що 89 % опитаних американців позитивно оцінили повідомлення ЗМІ про теракти, а 90 % респондентів отримали новини про теракти через телебачення. Аналіз матеріалів кабельних новинних станцій показав, що протягом перших п'яти годин прямого ефіру чутки та/або припущення з'являлися 84 рази, а заяви про спростування, коли інформація ставала більш доступною, з'являлися кілька разів протягом дня.

### Радіо
Під час трансляції «Шоу Говарда Стерна» на радіостанції 92.3 WXRK, Стерн і його команда дізналися про катастрофу, коли дивилися телевізійні репортажі в своїй студії звукозапису, яка розташовувалася в Нью-Йорку. Як зазначається в ретроспективі події, Стерн розмірковував про те, як вони змогли висловити нефільтровану думку і безпосередню реакцію на події, на відміну від суворих і стриманих коментарів, які давали телевізійні служби новин. Потоки абонентів телефонували, щоб висловити свої міркування про подію в режимі реального часу і дати свою співчутливу, обурену реакцію, включаючи свідчення очевидців, які перебували в безпосередній близькості до нью-йоркських атак. Трансляція слугує історичним документом, що висвітлює національні настрої під час терактів.

## Телекомунікаційні пристрої

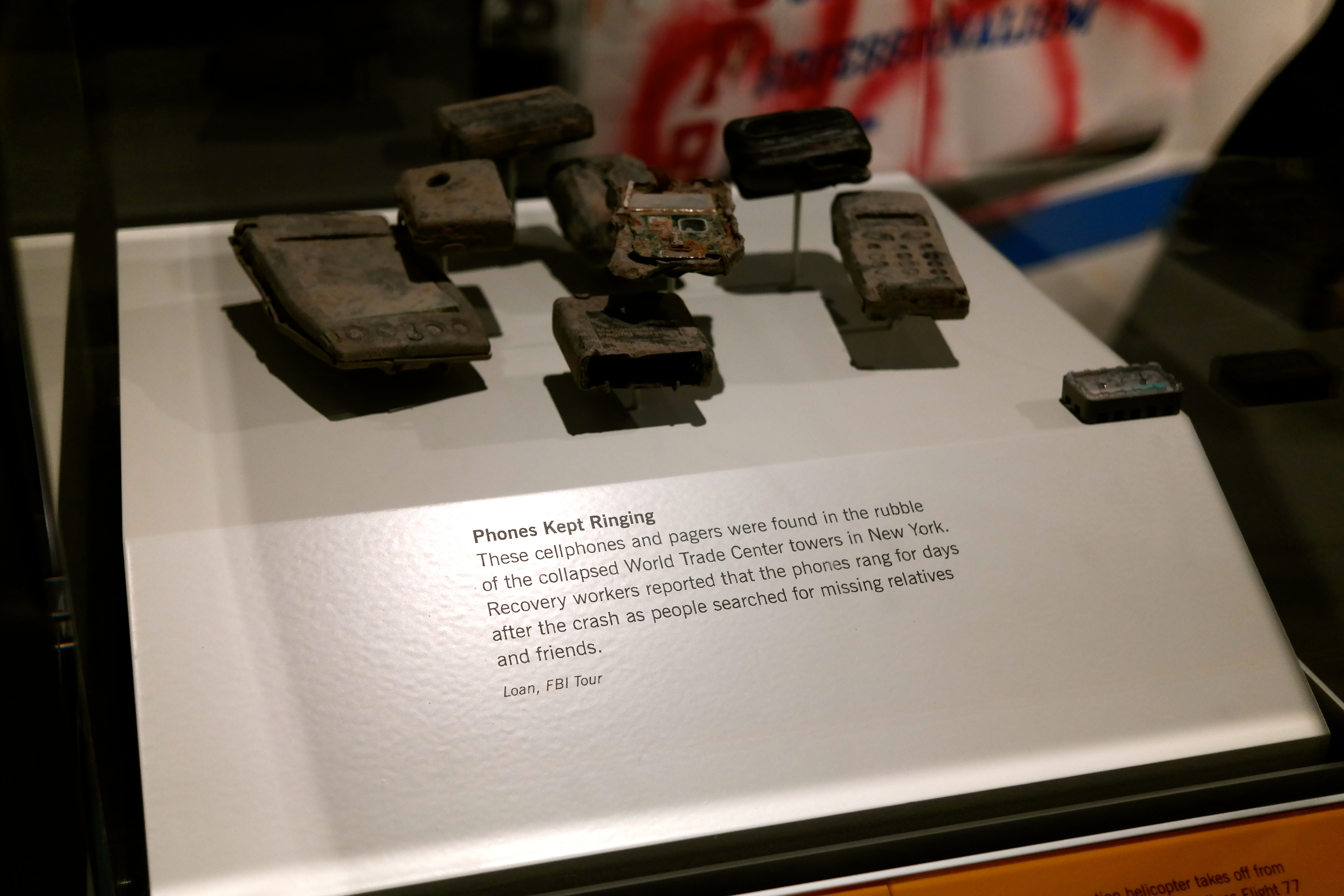
Мобільні телефони та пейджери з руїн Всесвітнього торгового центру, виставлені в Музеї новин, Вашингтон, округ Колумбія

### Телефони
Хоча телефонні мережі мали вирішальне значення під час атак для документування того, що відбувалося, та отримання інформації для жертв, їхніх рідних і близьких, а також для служб швидкого реагування, вони також постраждали від атак. Найщільніший вузол кабелів і комутаторів Verizon у світі був розташований поблизу торгового центру, а атака знищила 300 000 ліній голосового доступу і 4,5 мільйона каналів передачі даних, а також вивела з ладу 10 веж стільникового зв'язку. Це призвело до того, що 14 000 підприємств і 20 000 абонентів залишилися без зв'язку.

#### Телефоні дзвінки
Під час терактів 11 вересня технологія мобільного зв'язку все ще розвивалася, а можливості самої технології були обмеженими. Відносно небагато мобільних телефонів могли записувати і передавати нерухомі зображення і відео, а на той час у користуванні було лише близько одного мільйона смартфонів. Однак багато дослідників виявили, що зростання популярності мобільних телефонів дозволило створити спонтанні мережі зв'язку, які обходили більш централізовані системи комунікації. Більшість матеріалів, створених мобільними телефонами, були голосовими повідомленнями. Багато записів голосової пошти були включені особами, які документували катастрофу, а також в архіви про реакцію жертв і тих, хто вижив. Директор Цифрового архіву 11 вересня Том Шайнфельдт заявив про це в інтерв'ю у квітні 2008 року:
|                                                 | Голосові повідомлення від… 11 вересня особливо цікаві тим, що вони настільки миттєві і представляють реакцію звичайних історичних акторів у реальному часі. У минулому зафіксовані реакції на події були або дещо запізнілими (як у випадку з письмовими листами), або створювалися урядами чи установами (наприклад, у випадку з радіо- і телепередачами). |
| — Інтерв'ю Тома Шайнфельдта, 1 квітня 2008 року | |

Інші змогли зв'язатися з членами своїх родин до, під час або після терактів. Принаймні одна людина, яка пережила вибух 1993 року, зателефонувала своїй матері і попросила її увімкнути телевізор, поки вона розповідала їй про умови у вежі, в якій вона перебувала, і попрощалася з матір'ю. Пізніше один з тих, хто вижив, зазначив, що багато з тих, кого він бачив біля нульового рівня, часто тримали в руках мобільні телефони і були схвильовані тим, що не могли зв'язатися з потенційними жертвами в баштах. Інший чоловік, який евакуювався разом з іншими у своєму будинку, виявив, що їхня мережа була заблокована, і повідомив, що при спробі додзвонитися до нього це вдалося лише одному з двадцяти набраних номерів. Компанія Verizon, яка на той час була найбільшим провайдером мобільного зв'язку з 24 мільйонами клієнтів по всій країні, повідомила, що після атак трафік у її загальнонаціональній мережі збільшився на 50-100 % порівняно з нормою. Втрата телефонного зв'язку не завадила тим, хто вижив, опинившись під уламками будівель, дзвонити за допомогою мобільних телефонів владі або членам сім'ї під час рятувальних робіт.

#### Таксофони
У Вашингтоні, округ Колумбія, та Нью-Йорку таксофони на вулицях та біля офісів стали життєво важливою ланкою зв'язку та передачі інформації. Намагаючись впорядкувати цей процес, деякі провайдери, такі як Verizon, дозволили всім місцевим дзвінкам у районі атак бути безкоштовними для близько 4000 таксофонів.

### Пейджери
Оскільки атаки відбувалися в період розвитку технологій, багато жертв використовували пейджери замість мобільних телефонів для зв'язку з друзями та родиною. Деякі з цих повідомлень були отримані Wikileaks і опубліковані в 2009 році, хоча достовірність повідомлень не може бути повністю підтверджена. Аналіз цих повідомлень показав, що фраза «літак розбився» використовувалася найчастіше близько 9-ї години ранку, разом з «непідтвердженими повідомленнями». Протягом усього дня і нападу чотирма найпоширенішими фразами були «будь ласка, зателефонуй додому», «зателефонуй мені якомога швидше», «зателефонуй мамі» і «зателефонуй дружині». Одна з тих, хто вижив, яка обідала в кафетерії на 43-му поверсі Північної вежі, повідомила, що отримала на свій пейджер повідомлення про те, що літак влучив у Всесвітній торговий центр.

### Радіоприймачі, переговорні пристрої та аеротелефони
Викрадачі літаків не знали, як правильно користуватися радіо- та переговорними пристроями, тому деякі з їхніх коментарів були ненавмисно надіслані авіадиспетчерам. Ці коментарі, а також коментарі стюардес, які вміли користуватися радіотелефоном, дозволили офіційним особам задокументувати пересування зловмисників у літаках.